# مائوریتسیو ماراگولیو
مائوریتسیو ماراگولیو (انگلیسی: Maurizio Margaglio؛ زادهٔ ۱۶ نوامبر ۱۹۷۴) رقصنده روی یخ اهل ایتالیا است.